# Jean Bergeret
Jean Bergeret, född 23 augusti 1895 i Gray, Haute-Saône, död 30 november 1956, var en fransk militär.
Bergeret deltog i vapenstilleståndsförhandlingarna med Tyskland i juni 1940 och blev i september samma år flygminister under Philippe Pétain. 1942-1943 var han medlem av imperierådet för Franska Västafrika. Han var invecklad i de upprörda händelserna i samband med den brittisk-amerikanska invasionen av Nordafrika 1942 och blev efter mordet på amiral François Darlan i december 1942 generalsekreterare i Henri Girauds krigskommitté. Från denna post avgick han efter en kort tid och var mars-juni 1943 chef för flygstyrkorna i Franska Västafrika. Av Vichyregimen fråntogs han sitt franska medborgarskap. Senare kom han i konflikt med Henri Girauds afrikanska övergångsregim och häktades i oktober 1943 anklagad för högförräderi. Han militära bana och politiska roll var därmed avslutad.